# Leila Marzocchi
Pour les articles homonymes, voir Marzocchi (homonymie).
Leila Marzocchi, née en 1959 à Bologne, est une illustratrice et un auteur de bande dessinée italienne.

## Œuvre

### Publications en France
- La Ballade de Hambone, scénario d'Igort, dessins de Leila Marzocchi, Futuropolis
  1. La Ballade de Hambone, 2009  (ISBN 978-2-7548-0216-1)
  2. Second livre, 2010  (ISBN 978-2-7548-0385-4)
- Celia Cruz, scénario et dessins de Leila Marzocchi, Éditions Nocturne, collection BD World, 2008
- Niger, scénario et dessins de Leila Marzocchi, Vertige Graphic, collection Ignatz
  1. Tome 1, 2006  (ISBN 2-84999-027-2)
  2. Tome 2, 2006  (ISBN 2-84999-058-2)

### Publications en Italie
- Bagolino monogatari, Kodansha 1995
- Il camioncino Rosso, Biber, 2000
- Il calendario di Pillo, Biber, 2001
- Luna, Coconino Press, 2001
- L’Enigma, Coconino Press, 2002
- Niger 1, Coconino Press, 2006
- Niger 2, Coconino Press, 2007
- Niger 3, Coconino Press, 2009
- Il diario del verme del pino, Coconino Press, 2011
- Niger 4, Coconino Press, 2012
- Dieci elegie per un osso buco, Coconino Press, 2016
- Niger 5, Coconino Press, 2016
- Niger 6, Coconino Press, 2016

## Récompenses
- Prix Lo Straneiro 2007 [1]